# Center za jezike in medkulturno komunikacijo Univerze na Primorskem
Center za jezike in medkulturno komunikacijo Univerze na Primorskem (CJMK UP) je center za jezike, ki deluje pod okriljem Univerze na Primorskem. Ta ponuja tečaje različne tujih jezikov in sodeluje z Univerzo Ca' Foscari v Benetkah in s centri Univerze Louis Pasteur v Strasbourgu.

## Tečaji
- angleščina,
- francoščina,
- italijanščina,
- nemščina,
- ruščina,
- španščina.